# Hexatoma laddeyi
Hexatoma laddeyi är en tvåvingeart som beskrevs av Alexander 1942. Hexatoma laddeyi ingår i släktet Hexatoma och familjen småharkrankar.
Artens utbredningsområde är Ecuador. Inga underarter finns listade i Catalogue of Life.